# Je Ne Sais Quack
Je Ne Sais Quack är ett musikalbum med den svenska rockgruppen The Animal Five, utgivet 2009 på Så länge skutan kan gå records.

## Låtlista
1. "Victoria!
2. "Demon Fire"
3. "Turning Vorgen"
4. "The Fun"
5. "Held By Fate and Dropped In Dung"
6. "June & July"
7. "Still of the Night"